# Esqui estilo livre nos Jogos Olímpicos de Inverno de 2014 - Moguls masculino
A competição do moguls masculino do esqui estilo livre nos Jogos Olímpicos de Inverno de 2014 ocorreu no dia 10 de fevereiro no Parque Extreme Rosa Khutor, na Clareira Vermelha em Sóchi.

## Medalhistas
| Ouro   | CAN Alexandre Bilodeau  |
| Prata  | CAN Mikaël Kingsbury    |
| Bronze | RUS Alexandr Smyshlyaev |

## Programação
Horário local (UTC+4).
| Data            | Horário | Evento         |
| --------------- | ------- | -------------- |
| 10 de fevereiro | 18:00   | Qualificação 1 |
| 10 de fevereiro | 18:50   | Qualificação 2 |
| 10 de fevereiro | 22:00   | Final 1        |
| 10 de fevereiro | 22:35   | Final 2        |
| 10 de fevereiro | 23:10   | Final 3        |

## Resultados

### Qualificação 1
Na primeira rodada de classificação, os dez primeiros atletas classificam-se diretamente à final. As atletas restantes disputarão a qualificação 2.
| Pos. | Bib | Atleta                  | Tempo | Pontuação | Pontuação | Pontuação | Total | Notas |
| Pos. | Bib | Atleta                  | Tempo | Giros     | Aéreo     | Tempo     | Total | Notas |
| ---- | --- | ----------------------- | ----- | --------- | --------- | --------- | ----- | ----- |
| 1    | 1   | CAN Alexandre Bilodeau  | 25.03 | 12.8      | 5.70      | 6.20      | 24.70 | QF    |
| 2    | 2   | CAN Mikaël Kingsbury    | 25.75 | 12.5      | 5.45      | 5.86      | 23.81 | QF    |
| 3    | 5   | RUS Alexandr Smyshlyaev | 25.07 | 12.5      | 4.84      | 6.18      | 23.52 | QF    |
| 4    | 4   | JPN Sho Endo            | 25.19 | 12.0      | 5.26      | 6.12      | 23.38 | QF    |
| 5    | 7   | CAN Marc-Antoine Gagnon | 25.44 | 11.6      | 5.30      | 6.00      | 22.90 | QF    |
| 6    | 12  | CAN Philippe Marquis    | 25.65 | 11.2      | 5.32      | 5.91      | 22.43 | QF    |
| 7    | 9   | KAZ Dmitriy Reiherd     | 24.93 | 11.6      | 4.02      | 6.24      | 21.86 | QF    |
| 8    | 6   | USA Bradley Wilson      | 23.39 | 10.9      | 3.81      | 6.97      | 21.68 | QF    |
| 9    | 28  | AUS Brodie Summers      | 25.73 | 10.8      | 4.89      | 5.87      | 21.56 | QF    |
| 10   | 10  | AUS Matt Graham         | 24.36 | 10.2      | 4.82      | 6.51      | 21.53 | QF    |
| 11   | 30  | KAZ Pavel Kolmakov      | 25.73 | 11.0      | 4.53      | 5.87      | 21.40 |       |
| 12   | 38  | RUS Aleksey Pavlenko    | 24.88 | 10.2      | 4.31      | 6.27      | 20.78 |       |
| 13   | 16  | JPN Nobuyuki Nishi      | 24.98 | 10.6      | 3.85      | 6.22      | 20.67 |       |
| 14   | 35  | ITA Giacomo Matiz       | 26.48 | 10.7      | 4.40      | 5.51      | 20.61 |       |
| 15   | 25  | KOR Choi Jae-Woo        | 24.61 | 9.0       | 5.16      | 6.40      | 20.56 |       |
| 16   | 34  | SWE Ludvig Fjällström   | 26.33 | 10.2      | 4.60      | 5.58      | 20.38 |       |
| 17   | 32  | SWE Per Spett           | 25.05 | 9.0       | 5.05      | 6.19      | 20.24 |       |
| 18   | 37  | RUS Andrey Volkov       | 25.58 | 10.2      | 3.90      | 5.94      | 20.04 |       |
| 19   | 11  | AUS Dale Begg-Smith     | 25.06 | 9.7       | 3.86      | 6.18      | 19.74 |       |
| 20   | 27  | FIN Jimi Salonen        | 24.53 | 8.9       | 4.31      | 6.43      | 19.64 |       |
| 21   | 36  | AUS Sam Hall            | 24.52 | 8.7       | 3.65      | 6.44      | 18.79 |       |
| 22   | 21  | FRA Anthony Benna       | 24.15 | 8.8       | 3.05      | 6.61      | 18.46 |       |
| 23   | 24  | FIN Jussi Penttala      | 24.86 | 7.5       | 4.21      | 6.28      | 17.99 |       |
| 24   | 26  | RUS Sergey Volkov       | 27.64 | 3.6       | 2.20      | 4.97      | 10.77 |       |
| 25   | 3   | USA Patrick Deneen      | 23.64 | 1.1       | 2.41      | 6.85      | 10.36 |       |
| 26   | 29  | FIN Arttu Kiramo        | 27.18 | 1.2       | 2.71      | 5.18      | 9.09  |       |
|      | 31  | KAZ Dmitriy Barmashov   |       |           |           |           | DNF   |       |
|      | 19  | FIN Ville Miettunen     |       |           |           |           | DNF   |       |
|      | 33  | FRA Benjamin Cavet      |       |           |           |           | DNF   |       |

### Qualificação 2
Na segunda rodada de classificação os dez primeiros atletas se classificam à final. 
| Pos. | Bib | Atleta                | Tempo | Pontuação | Pontuação | Pontuação | Total | Notas |
| Pos. | Bib | Atleta                | Tempo | Giros     | Aéreo     | Tempo     | Total | Notas |
| ---- | --- | --------------------- | ----- | --------- | --------- | --------- | ----- | ----- |
| 1    | 3   | USA Patrick Deneen    | 24.71 | 11.5      | 4.53      | 6.35      | 22.38 | Q     |
| 2    | 25  | KOR Choi Jae-Woo      | 26.08 | 10.9      | 5.30      | 5.70      | 21.90 | Q     |
| 3    | 27  | FIN Jimi Salonen      | 25.26 | 10.9      | 4.86      | 6.09      | 21.85 | Q     |
| 4    | 30  | KAZ Pavel Kolmakov    | 25.75 | 11.5      | 4.34      | 5.86      | 21.70 | Q     |
| 5    | 37  | RUS Andrey Volkov     | 25.43 | 10.6      | 4.58      | 6.01      | 21.19 | Q     |
| 6    | 38  | RUS Aleksey Pavlenko  | 25.61 | 11.0      | 4.04      | 5.92      | 20.96 | Q     |
| 7    | 34  | SWE Ludvig Fjällström | 25.44 | 9.9       | 4.60      | 6.00      | 20.50 | Q     |
| 8    | 16  | JPN Nobuyuki Nishi    | 25.96 | 11.0      | 3.65      | 5.76      | 20.41 | Q     |
| 9    | 33  | FRA Benjamin Cavet    | 25.37 | 9.4       | 4.68      | 6.04      | 20.12 | Q     |
| 10   | 32  | SWE Per Spett         | 25.81 | 9.4       | 4.88      | 5.83      | 20.11 | Q     |
| 11   | 35  | ITA Giacomo Matiz     | 26.64 | 9.7       | 3.96      | 5.44      | 19.10 |       |
| 12   | 29  | FIN Arttu Kiramo      | 26.17 | 9.1       | 3.97      | 5.66      | 18.73 |       |
| 13   | 21  | FRA Anthony Benna     | 24.24 | 6.7       | 3.65      | 6.57      | 16.92 |       |
| 14   | 36  | AUS Sam Hall          | 27.54 | 3.4       | 3.09      | 5.01      | 11.50 |       |
| 15   | 11  | AUS Dale Begg-Smith   | 28.39 | 2.3       | 2.74      | 4.61      | 9.35  |       |
| 16   | 31  | KAZ Dmitriy Barmashov | 32.87 | 0.3       | 2.41      | 2.50      | 5.21  |       |
|      | 24  | FIN Jussi Penttala    |       |           |           |           | DNF   |       |
|      | 26  | RUS Sergey Volkov     |       |           |           |           | DNF   |       |
|      | 19  | FIN Ville Miettunen   |       |           |           |           | DNS   |       |

### Final

#### Final 1
| Pos. | Bib | Atleta                  | Tempo | Pontuação | Pontuação | Pontuação | Total | Notas |
| Pos. | Bib | Atleta                  | Tempo | Giros     | Aéreo     | Tempo     | Total | Notas |
| ---- | --- | ----------------------- | ----- | --------- | --------- | --------- | ----- | ----- |
| 1    | 5   | RUS Alexandr Smyshlyaev | 25.14 | 12.7      | 5.52      | 6.15      | 24.37 | Q     |
| 2    | 12  | CAN Philippe Marquis    | 24.58 | 12.4      | 5.51      | 6.41      | 24.32 | Q     |
| 3    | 2   | CAN Mikaël Kingsbury    | 26.32 | 12.4      | 6.32      | 5.59      | 24.31 | Q     |
| 4    | 7   | CAN Marc-Antoine Gagnon | 25.79 | 11.8      | 5.81      | 5.84      | 23.45 | Q     |
| 5    | 9   | KAZ Dmitriy Reiherd     | 25.21 | 12.1      | 4.89      | 6.11      | 23.10 | Q     |
| 6    | 33  | FRA Benjamin Cavet      | 25.85 | 11.5      | 5.66      | 5.81      | 22.97 | Q     |
| 7    | 10  | AUS Matt Graham         | 24.85 | 11.4      | 4.81      | 6.28      | 22.49 | Q     |
| 8    | 1   | CAN Alexandre Bilodeau  | 24.78 | 11.0      | 5.17      | 6.32      | 22.49 | Q     |
| 9    | 3   | USA Patrick Deneen      | 24.67 | 11.6      | 4.30      | 6.37      | 22.27 | Q     |
| 10   | 25  | KOR Choi Jae-Woo        | 25.27 | 10.6      | 5.43      | 6.08      | 22.11 | Q     |
| 11   | 30  | KAZ Pavel Kolmakov      | 25.30 | 11.0      | 4.75      | 6.07      | 21.82 | Q     |
| 12   | 32  | SWE Per Spett           | 25.17 | 10.9      | 4.78      | 6.13      | 21.81 | Q     |
| 13   | 28  | AUS Brodie Summers      | 25.73 | 11.4      | 4.51      | 5.87      | 21.78 |       |
| 14   | 16  | JPN Nobuyuki Nishi      | 24.73 | 11.4      | 3.99      | 6.34      | 21.73 |       |
| 15   | 4   | JPN Sho Endo            | 25.53 | 10.6      | 5.17      | 5.96      | 21.73 |       |
| 16   | 38  | RUS Aleksey Pavlenko    | 24.90 | 10.8      | 4.60      | 6.26      | 21.66 |       |
| 17   | 37  | RUS Andrey Volkov       | 26.17 | 11.4      | 4.58      | 5.66      | 21.64 |       |
| 18   | 27  | FIN Jimi Salonen        | 24.77 | 9.5       | 4.93      | 6.32      | 20.75 |       |
| 19   | 34  | SWE Ludvig Fjällström   | 25.30 | 9.5       | 4.26      | 6.07      | 19.83 |       |
| 20   | 6   | USA Bradley Wilson      | 24.83 | 1.5       | 2.11      | 6.29      | 9.90  |       |

#### Final 2
| Pos. | Bib | Atleta                  | Tempo | Pontuação | Pontuação | Pontuação | Total | Notas |
| Pos. | Bib | Atleta                  | Tempo | Giros     | Aéreo     | Tempo     | Total | Notas |
| ---- | --- | ----------------------- | ----- | --------- | --------- | --------- | ----- | ----- |
| 1    | 2   | CAN Mikaël Kingsbury    | 26.37 | 12.5      | 6.47      | 5.57      | 24.54 | Q     |
| 2    | 7   | CAN Marc-Antoine Gagnon | 25.61 | 12.2      | 6.04      | 5.92      | 24.16 | Q     |
| 3    | 1   | CAN Alexandre Bilodeau  | 25.91 | 12.2      | 5.91      | 5.78      | 23.89 | Q     |
| 4    | 5   | RUS Alexandr Smyshlyaev | 25.22 | 12.6      | 5.14      | 6.11      | 23.85 | Q     |
| 5    | 9   | KAZ Dmitriy Reiherd     | 24.71 | 12.2      | 4.93      | 6.35      | 23.48 | Q     |
| 6    | 3   | USA Patrick Deneen      | 24.00 | 11.7      | 4.94      | 6.68      | 23.32 | Q     |
| 7    | 10  | AUS Matt Graham         | 25.08 | 12.1      | 5.04      | 6.17      | 23.31 |       |
| 8    | 33  | FRA Benjamin Cavet      | 26.31 | 11.0      | 5.87      | 5.59      | 22.46 |       |
| 9    | 12  | CAN Philippe Marquis    | 24.07 | 10.1      | 5.50      | 6.65      | 22.25 |       |
| 10   | 30  | KAZ Pavel Kolmakov      | 25.73 | 10.7      | 3.46      | 5.87      | 20.03 |       |
| 11   | 32  | SWE Per Spett           | 27.39 | 3.5       | 4.88      | 5.09      | 13.47 |       |
|      | 25  | KOR Choi Jae-Woo        |       |           |           |           | DNF   |       |

#### Final 3
| Pos.              | Bib | Atleta                  | Tempo | Pontuação | Pontuação | Pontuação | Total | Notas |
| Pos.              | Bib | Atleta                  | Tempo | Giros     | Aéreo     | Tempo     | Total | Notas |
| ----------------- | --- | ----------------------- | ----- | --------- | --------- | --------- | ----- | ----- |
| Medalha de ouro   | 1   | CAN Alexandre Bilodeau  | 24.81 | 13.1      | 6.91      | 6.30      | 26.31 |       |
| Medalha de prata  | 2   | CAN Mikaël Kingsbury    | 25.25 | 12.0      | 6.62      | 6.09      | 24.71 |       |
| Medalha de bronze | 5   | RUS Alexandr Smyshlyaev | 24.94 | 12.4      | 5.70      | 6.24      | 24.34 |       |
| 4                 | 7   | CAN Marc-Antoine Gagnon | 25.56 | 11.5      | 5.90      | 5.95      | 23.35 |       |
| 5                 | 9   | KAZ Dmitriy Reiherd     | 24.21 | 11.4      | 4.82      | 6.58      | 22.80 |       |
| 6                 | 3   | USA Patrick Deneen      | 23.83 | 11.0      | 4.40      | 6.76      | 22.16 |       |

Legenda
| Recorde mundial      | Recorde mundial (World record)               |                       | Recorde africano                      | Recorde africano (African) |                                           | Q | Classificado por posição (Qualified) |
| Recorde olímpico     | Recorde olímpico (Olympic record)            | Recorde da América    | Recorde da América (Americas)         | q                          | Classificado por melhor tempo (Qualified) |   |                                      |
| Melhor marca do ano  | Melhor marca do ano (World leading)          | Recorde asiático      | Recorde asiático (Asian)              | DNS                        | Não largou (Did not start)                |   |                                      |
| Recorde nacional     | Recorde nacional (National record)           | Recorde europeu       | Recorde europeu (European)            | DNF                        | Não terminou (Did not finish)             |   |                                      |
| Recorde pessoal      | Recorde pessoal do atleta (Personal best)    | Recorde da Oceania    | Recorde da Oceania (Oceania)          | DSQ / DQ                   | Desclassificado (Disqualified)            |   |                                      |
| Recorde da temporada | Recorde da temporada do atleta (Season best) | Recorde sul-americano | Recorde sul-americano (South America) | NM                         | Sem marca (No mark)                       |   |                                      |